# سمرژووکا
سمرژووکا (به لاتین: Smržovka) یک منطقهٔ مسکونی در جمهوری چک است که در ناحیه یابلونتس ناد نیسوو واقع شده‌است. سمرژووکا ۳٬۵۷۲ نفر جمعیت دارد.